# Photonic Internet Lab.
Photonic Internet Lab. (PIL) とは、次世代フォトニックネットワークを制御するための通信プロトコル特にGMPLSの開発推進を目的として、2002年に設立されたコンソーシアムのこと。
現在の代表は、山中直明慶應義塾大学理工学部情報工学科教授。
メンバーは、NTT、NEC、富士通、沖電気、三菱電機、古河電工、日立製作所、慶應義塾大学、IPインフュージョン。

## 歴史
設立当初は、pilab.org を利用していたが、2006年11月より pilab.jp に変更された。
- 2002年9月 NTT、NEC、富士通、三菱電機、古河電気工業、沖電気の6社で設立。
- 2003年4月 日立製作所が加入。
- 2004年4月 慶應義塾大学とIPインフュージョンが加入。

## 主要活動
国際会議 iPOP2005、iPOP2006、
iPOP2007、
の主催や、GMPLS技術の相互接続性検証実験の主催、IETFへの標準化提案などの活動を実施している。